# Mercury Custom
La Mercury Custom è un'autovettura full-size prodotta dalla casa automobilistica statunitense Mercury dal 1952 al 1956.

## Storia
Nel 1952 la gamma di vetture del gruppo Ford venne rinnovata. I modelli ora possedevano dei nuovi corpi vettura e vennero dotati di telai più robusti. In occasione di questo aggiornamento, fu lanciata la Mercury Custom. La Custom era dotata di un lunotto panoramico, di un parabrezza forgiato in un solo pezzo e di una finta presa d'aria posizionata sul cofano. I paraurti erano integrati nella carrozzeria.
La Custom era offerta in versione berlina, coupé, familiare e cabriolet. La versione familiare era disponibile a sua volta in due versioni che si distinguevano per il numero massimo di passeggeri trasportabili (sei o otto). Dal 1952 al 1954 l'unico motore disponibile fu un V8 a valvole laterali da 4.185 cm³ che erogava 125 CV di potenza a 3.700 giri al minuto. Nel 1954 la potenza di quest'ultimo crebbe a 162 CV. Nel 1955 il motore citato venne sostituito da un V8 da 4.785 cm³ e 188 CV, mentre nell'anno successivo venne introdotto un V8 da 5.112 cm³ e 210 CV.